# Plusiodonta compressipalpis
Plusiodonta compressipalpis är en fjärilsart som beskrevs av Achille Guenée 1852. Plusiodonta compressipalpis ingår i släktet Plusiodonta och familjen nattflyn. Inga underarter finns listade i Catalogue of Life.

## Bildgalleri

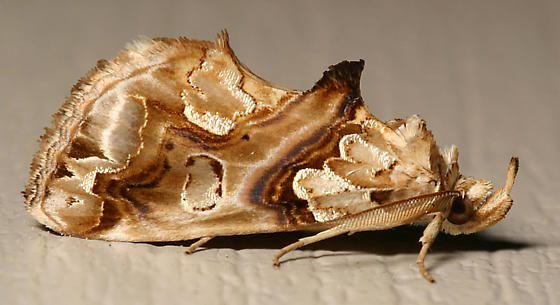